# Ишь ты, Масленица!
«Ишь ты, Масленица!» (арм. Բարեկենդանը — «Барекендан») — советский рисованный мультфильм, выпущенный в 1985 году. Режиссёр Роберт Саакянц. Показывает историю жадности и хитрости и повествует о мальчишке, наказавшем жадного богача. Фильм создан по мотивам сказки Ованеса Туманяна «Барекендан» («Բարեկենդան»).

## Сюжет
Жадный помещик обкладывает крестьян налогами, в том числе, и на выпавший снег. Мальчик — внук стариков, у которых ненасытный богач забрал в уплату большой горшок масла, решает проучить богача, добирается до его усадьбы и подслушивает разговор помещика с его недалёкой сторожихой, которой тот заявляет, что горшок полежит до прихода Масленицы. Сторожиха, решив, что «Масленица» — это человек, недоумевает, «кто он и когда придёт», и в этот момент натыкается на мальчика, который, воспользовавшись услышанной информацией, представляется «Масленицей» и заявляет, что пришёл за своим. Глупая женщина отдаёт ему горшок с маслом, заявляя, что не желает охранять чужое добро. Затем она отчитывается хозяину, что «Масленица» пришёл и она отдала масло, как хозяин и велел. Тот же, поняв, что сторожиху надули, кидается за мальчиком в погоню на коне. Мальчишка прикидывается снеговиком и говорит богачу, что тот не догонит беглеца, так как его конь бежит медленнее мальчика из-за большего числа ног. Богач попадается в эту ловушку и пускается бегом, а мальчик угоняет и коня в придачу.
Ночью уставший и замёрзший помещик приползает домой на четвереньках и падает пластом, а потрясённая сторожиха от неожиданности садится прямо в снег, отчего её двустволка стреляет и разбивает одним выстрелом прожектор, а другим — Луну. Ставший свидетелем этого пёс, дежуривший на сторожевой вышке, начинает протяжно выть.

## Творческая группа
- Авторы сценария, режиссёры и художники-мультипликаторы: Роберт Саакянц, Асмик Пошотян
- Оператор: Алиса Кюрдиан
- Композитор: Роберт Амирханян
- Звукооператор: Карен Курдиян
- Ассистенты: А. Саакян, М. Адамян, А. Карагаш
- Роли озвучивали:
  - Артём Карапетян (старик),
  - Юрий Леонидов (помещик),
  - Ярослава Турылёва (мальчик),
  - Марина Гаврилко (сторожиха)
- Редактор: Г. Бейлерян
- Директор: С. Петросян

## Создание
Фильм создан на студии «Арменфильм». Как и большинство работ Роберта Саакянца — фильм авторский. Саакянц выступил как режиссёр, сценарист, художник-постановщик и мультипликатор. 

## Лицензионное издание
- В 1997 году было подготовлено официальное издание мультфильма на VHS компаниями «Союз-Видео» и «Динара»[уточнить]. Так же в середине 1990-х годов выпускался на VHS компанией «Мастер Тэйп». А позже в составе сборника «Детская коллекция: Ходжа Насреддин»[7][9].
- В 2006 году издание на DVD подготовила компания «Видеосинтез»[10].